# Cers
Cers är en kommun i departementet Hérault i regionen Occitanien i södra Frankrike. Kommunen ligger i kantonen Béziers 2e Canton som tillhör arrondissementet Béziers. År 2022 hade Cers 2 523 invånare.

## Befolkningsutveckling
Antalet invånare i kommunen Cers
Referens:INSEE